# Danh sách đội tuyển bóng đá quốc gia Việt Nam
Đây là danh sách đội tuyển bóng đá quốc gia Việt Nam tham dự các giải bóng đá quốc tế.

## Vòng loạigiải vô địch bóng đá thế giới 2002[1]
- Huấn luyện viên trưởng: Edson Silva Dido
- Huấn luyện viên phó: Phạm Huỳnh Tam Lang, Mai Đức Chung, Vũ Tiến Thành, Dương Ngọc Hùng.
- Thủ môn: Võ Văn Hạnh, Trần Minh Quang, Trịnh Mạnh Hà
- Hậu vệ: Triệu Quang Hà, Nguyễn Đức Thắng, Nguyễn Quốc Trung, Mai Tiến Dũng, Lê Anh Dũng, Trịnh Quốc Khánh, Đỗ Văn Khải, Phạm Hùng Dũng, Nguyễn Phi Hùng.
- Tiền vệ: Nguyễn Hồng Sơn, Trương Việt Hoàng, Lương Trung Tuấn, Nguyễn Văn Tuấn, Nguyễn Ngọc Thọ, Phùng Thanh Phương, Nguyễn Văn Sỹ, Lưu Thanh Châu, Nguyễn Huy Hoàng, Đoàn Hoàng Sơn, Lê Hồng Minh
- Tiền đạo: Lê Huỳnh Đức, Nguyễn Việt Thắng, Nguyễn Trung Vĩnh, Nguyễn Tuấn Thành, Nguyễn Lương Phúc.

Trương Việt Hoàng xin rút vì lý do gia đình .

## Cúp bóng đá châu Á 2007[3]
- Huấn luyện viên trưởng: Alfred Riedl
- Trợ lí: Mai Đức Chung, Nguyễn Văn Hiệp, Phạm Văn Hùng, Trần Công Minh
- Bác sĩ: Nguyễn Trọng Hiền, Bạch Quốc Ngọc
- Cầu thủ:

## Giải vô địch bóng đá Đông Nam Á 2008[4]
- Huấn luyện viên trưởng: Henrique Calisto
- Trợ lí: Phan Thanh Hùng, Ngô Lê Bằng, Trần Văn Khánh.
- Cầu thủ: